# Sierra del Portelo
La Sierra de Portelo es una de las sierras orientales de Galicia, tiene orientación noroeste-sureste y se encuentra en el municipio de Becerreá.
El punto más alto es el Portelo, con 938 metros sobre el nivel del mar.